# Facitorus amamioshimus
Facitorus amamioshimus är en stekelart som beskrevs av Belokobylskij, Zaldivar och Maeto 2008. Facitorus amamioshimus ingår i släktet Facitorus och familjen bracksteklar. Inga underarter finns listade i Catalogue of Life.